# ナップ・デ・クライン
- ナップ・デ・クリーン

ナップ・デ・クライン（オランダ語: Nap de Klijn、1909年8月16日 - 1979年8月23日）は、オランダのヴァイオリン奏者。本名はナタン・デ・クライン(Nathan de Klijn)。

## 経歴
1909年、オランダのアムステルダムで生まれた。叔父のヤコプ・ハメルに音楽の手ほどきを受け、アムステルダム音楽院でヴァイオリンを専攻した。音楽院でアリス・ヘクシュと知り合い、1936年にヘクシュと結婚。
戦後
夫妻は1945年にヘクシュとアムステルダム・デュオを結成して活動した。また、1952年にはネーデルランド弦楽四重奏団を結成し、同楽団は彼の死によって解散するまで活動を続けた。妻のヘクシュの没後は、ハーグ王立音楽院で教鞭をとった。
1979年、ヒルフェルスムで放送録音中に急逝した。